# Johann Conrad Eggers
Johann Conrad Eggers (* 6. Juni 1741 in Ebstorf; † 19. August 1814 in Celle) war ein deutscher lutherischer Theologe.

## Leben
Eggers, ein Sohn des Pastors und späteren Generalsuperintendenten Nikolaus Eggers in Ebstorf, studierte Theologie an den Universitäten Helmstedt und Göttingen; in Göttingen ist er als Mitglied des Studentenordens Concordia et Sinceritas belegt. Er wurde 1769 Kaplan in Münder, 1772 Hofkaplan an der Neustädter Kirche in Hannover, 1777 Superintendent in Gifhorn und 1778 Konsistorialassessor in Ratzeburg. Von 1788 bis 1802 leitete er dortselbst als Superintendent die Landeskirche des Herzogtums Lauenburg. 1801 wurde er als erster Pastor an die Dreifaltigkeitskirche in Harburg berufen und damit zum Generalsuperintendenten der Generaldiözese Harburg ernannt. 1805 wurde er erster Pastor an der Stadtkirche St. Marien und Generalsuperintendent der Generaldiözese Lüneburg-Celle in Celle.
Am 2. Mai 1775 heiratete er Katharina Sophia Blauel (1752–1831), Tochter des Johann Conrad Blauel und der Justine Friederike Buch.